# 岡本彰祐
岡本 彰祐（おかもと しょうすけ、1917年（大正6年）1月9日 - 2004年（平成16年）11月1日）は日本の医学者。止血剤：ε-アミノカプロン酸とトラネキサム酸、抗血栓薬：アルガトロバンの開発者として知られている。

## 経歴

### 生い立ち～学生時代
東京生まれ。22歳で結核のために亡くなった長兄の「病気を治す薬の研究」の願いもあり、麻布中学卒業後、慶應義塾大学医学部へ進学。医学の真理を究めることが第一で、応用は邪道と考える当時の風潮の中、学問の真理の探究を通じて治療法を研究すべく、自由なテーマで研究のできる生理学教室を選ぶ。

### 研究者として
1941年（昭和16年）6月、慶應義塾大学医学部を卒業、10月より生理学教室助手として、加藤元一、林髞の指導の下、神経・筋生理学の研究に従事。1943年、東京大学医学部血清学教室の緒方富雄の元に内地留学、血液学の研究に従事。1944年（昭和19年）5月 、陸軍に召集され、北支軍独立第三八大隊（中国河南省）に配属、同年9月に東京の第七陸軍技術研究所に転属となり、研究に従事。この時、シアン系色素のコリン・エステラーゼ抑制作用を発見し、のちの化学構造・作用相関に関する研究（抗プラスミン剤、抗トロンビン剤）の基礎となった。1945年（昭和20年）9月、大学に戻り研究を再開、1947年（昭和22年）4月に慶大医学部の専任講師になる。その頃、林髞によって開設された財団法人林研究所と、三菱化成研究所との共同研究が始まり、その責任者として抗プラスミン剤の研究に従事。ε-アミノカプロン酸とトラネキサム酸を開発、世界で初めて抗プラスミン療法を提唱し、その確立に成功。1959年（昭和34年）に神戸医科大学（後の神戸大学医学部）教授となり、抗プラスミン剤の研究を推進するとともに、抗トロンビン剤の研究に着手。世界初の合成抗トロンビン剤アルガトロバンを開発。1980年（昭和55年）に神戸大学を退官後、血栓止血研究神戸プロジェクトを設立、抗トロンビン剤の臨床応用研究の推進、新しい作用機作を持つ抗プラスミン剤の開発に着手。2004年の逝去時まで現役研究者であり続けた。

### 抗プラスミン剤（ε-アミノカプロン酸とトラネキサム酸）の発見と開発
「抗プラスミン剤」の研究は、1947年（昭和22年）、林研究所と三菱化成研究所との提携で始まった。いわゆる「産学共同」のはしりである。林研側から岡本彰祐が、三菱側から長沢不二男が企画・指導の責任を負った。長沢は研究テーマを選択するにあたり、
1. 国際的な水準を抜く研究であること
2. 未開の領域であること
3. できれば病気の治療に役立つ《くすり》を開発すること

を岡本に要求した。そこで選ばれたのが線溶系酵素プラスミンの抑制物質、抗プラスミン剤の研究であった。
1948年（昭和23年）、自然アミノ酸の一つであるリジンが低濃度でプラスミンを阻害することが発見され、このリジンの化学修飾によりε-アミノカプロン酸が開発された。その抗プラスミン作用はリジンの約10倍強く、また安全性の高い物質であることが確認され、1954年（昭和29年）に抗プラスミン剤「イプシロン」として第一製薬（現：第一三共）より販売された。
1956年（昭和31年）、米国での特許取得のため更なる臨床試験と動物実験が必要となり、慶大医学部に12の臨床講座を含む200人の大プロジェクトチーム「アンチプラスミンプロジェクト」が発足した。その結果が13編の英文の論文として発表され、米国政府の許可が原則的に得られただけでなく国際的にも大きなプラスミン・ブームを引き起こすことなった。
1960年（昭和35年）には、ε-アミノカプロン酸よりもさらに10倍強い抗プラスミン作用を持つトラネキサム酸の開発に成功し、1965年（昭和40年）「トランサミン」として販売され、現在も止血剤として世界中で広く用いられている。

### 抗トロンビン剤（アルガトロバン）の発見と開発
「抗トロンビン剤」の研究は、「抗プラスミン剤」の研究に引き続き、神戸大学医学部教授となっていた岡本彰祐と三菱化成研究所との共同研究で開始された。1970年（昭和45年）、トシル・アルギニン・メチルエステル (TAME) が弱いながらも抗トロンビン作用を持つことから出発し、このTAMEの化学修飾により805番目にアルガトロバンが発見された。
1980年（昭和55年）頃から臨床試験に入り、1990年（平成2年）に日本で慢性動脈閉塞症の治療薬として承認され、次いで1996年（平成8年）には脳血栓症にも適用が認められた。2000年（平成12年）には米国のFDAからヘパリンの重大な副作用である「ヘパリン起因性血小板減少症」(HIT) の予防・治療薬として承認された。現在では日本のみならず北米、ヨーロッパなどで血栓症やHITの治療薬として用いられている。

## 家族
1947年（昭和22年）、慶應義塾大学医学部生理学教室に勤務していた岡本（阿部）歌子（慶大医学部講師を経て神戸学院大学教授）と結婚。大学で初めての職場結婚であり、結婚後も同じ研究室での勤務は教室外ではかなり問題となったようだが、教室内での圧倒的な支持があり、夫婦で抗プラスミン剤の研究が進められた。子供は麻酔科医の娘が1人、孫は2人いる。

## 略歴
- 1917年（大正6年）1月9日 東京生まれ
- 1934年（昭和9年）3月 私立麻布中学校卒業
- 1941年（昭和16年）
  - 6月 慶應義塾大学医学部卒業
  - 10月 慶應義塾大学医学部生理学教室助手
- 1942年（昭和17年）9月-1943年（昭和18年）3月 東京帝国大学医学部血清学教室（主任・緒方富雄助教授）研究生を兼任
- 1944年（昭和19年）
  - 4月 慶應義塾大学医学部専門部講師（生物学・生理学）
  - 5月 北支軍独立第38大隊に召集
  - 9月 東京および石川県寺井町において第7陸軍技術研究所生理学研究主任として研究に従事
- 1945年（昭和20年）9月 慶應義塾大学医学部生理学教室助手および医学専門部講師に復帰
- 1947年（昭和22年）4月 慶應義塾大学医学部専任講師
- 1956年（昭和31年）12月 慶應義塾大学医学部助教授
- 1959年（昭和34年）4月 神戸医科大学教授（生理学第一講座）
- 1964年（昭和39年）4月 同大学国立移管に伴い神戸大学医学部教授
- 1975年（昭和50年）11月 神戸大学医学部長（2期4年）を併任
- 1980年（昭和55年）
  - 4月
    - 神戸大学医学部教授を定年退官。神戸大学名誉教授
    - 兵庫医科大学客員教授
    - 社会福祉法人恩賜財団済生会兵庫病院顧問

  - 6月 血栓止血研究神戸プロジェクト委員会・岡本血液科学研究所代表
- 1980年（昭和55年）11月-1995年（平成7年）3月 湊川女子短期大学学長・湊川相野学園理事
- 2004年（平成16年）11月1日 逝去

## 受賞歴
- 1951年（昭和26年）6月 北里先生記念三四会賞 「線維状蛋白の生理学的研究、特にその酵素分解と炎症及びアレルギーの進展との関連」により
- 1964年（昭和39年）5月 サンケイ児童出版文化賞大賞 「人体のすべて」（小学館）により
- 1965年（昭和40年）11月 兵庫県科学技術賞 「抗プラスミン剤の研究」により
- 1966年（昭和41年）5月 ルンド大学名誉医学博士号（スウェーデン・グスタフ6世より）「線維素溶解現象の抑制物質に関する研究」により
- 1969年（昭和44年）7月 Frey記念メダル（西ドイツ）「合成抗プラスミン剤の発見ならびにその生理学的機序の解明」により
- 1970年（昭和45年）4月 大河内記念賞 「抗プラスミン剤としての4-アミノメチルシクロヘキサンカルボン酸の研究」により
- 1971年（昭和46年）5月 神戸新聞社平和賞社会功労賞 「抗プラスミン剤の発見とその応用」により
- 1985年（昭和60年）7月 国際血栓止血学会功労賞「多年の血栓止血研究」に対し
- 1986年（昭和61年）5月 サンケイ児童出版文化賞「からだのはたらきと健康」（岩波書店）により
- 1989年（平成元年）8月 蛋白分解酵素抑制物質国際シンポジウム功労賞「抗プラスミン剤の開発とその応用研究」により
- 1992年（平成4年）3月 大河内記念技術賞「選択的抗トロンビン剤の薬物設計とアルガトロバンの開発」により
- 1993年（平成5年）4月 勲三等旭日中綬章
- 1996年（平成8年）5月 Penner血液凝固会議賞 「血栓症治療に対する貴重なる貢献」により
- 2004年（平成16年）10月 Lifetime Achievement Award

## 著書
- 岡本彰祐 他 訳「科学50年史 20世紀の科学―」（オッペンハイマー編）みすず書房 (1955)
- 岡本彰祐 訳「人間はどこまで機械か」（J.Z.ヤング著）白揚社 (1956)
- 岡本彰祐「生理学的生命観」岩波講座 現代思想VII (pp.133-166)、岩波書店 (1957)
- 岡本彰祐、岡本歌子 訳「脳の化学」（ポール・ショシャール著）白水社 (1957)
- 加藤元一、浅野均一、岡本彰祐「中学生の保健体育（中学校教科書）」三省堂 (1962)
- 岡本彰祐「イワン・P・パブロフ（20世紀を動かした人々）」講談社 (1963)
- 岡本彰祐、岡本歌子「人体のすべて」科学図鑑シリーズ (5) 小学館 (1964)
- 岡本彰祐 他「線溶現象の基礎と臨床」医学書院 (1966)
- 岡本彰祐 他「血液の生理学 序説」生理学大系II 医学書院 (1968)
- 岡本彰祐、船原芳範「止血機構 第1章 自然止血機構」生理学大系II 医学書院 (1968)
- 岡本彰祐、船原芳範「止血機構 第3章 線溶現象」生理学大系II 医学書院 (1968)
- 岡本彰祐「血液のはたらきを探る」岩波科学の本19、岩波書店 (1977)
- 岡本彰祐「生体防衛と線溶系」ライフサイエンスの進歩第6集、春秋社 (1979)
- 岡本彰祐 他「線溶系の生理学」日本血液学全書、丸善 (1979)
- 船原芳範 他「繊維素溶解現象」血液凝固―止血と血栓・上、宇宙堂八木書店 (1982)
- 岡本彰祐 他「新生理学：形態と機能」講談社 (1982)
- 岡本彰祐 他「からだのはたらきと健康」岩波ジュニア科学講座 6、岩波書店 (1985)
- 岡本彰祐「血液の謎と子どもの成長」みんなの保育大学 13、築地書館 (1987)
- 岡本彰祐 他「世界を動かす日本の薬」築地書館 (2001)
- 岡本彰祐「岡本彰祐アンソロジー」築地書館 (2008)
- 岡本彰祐、奥宮明子「くすりの誕生：出血を止めるくすりと血栓を防ぐくすり」日本評論社 (2011)